# If It Was You
Albums de Tegan and Sara
This Business of Art
(2000) So Jealous
(2004)
If It Was You est un album studio de Tegan and Sara, sorti le 20 août 2002. Officiellement, c'est leur deuxième album sous le label Vapor Records, puisque Under Feet Like Ours avait été produit indépendamment en 1999. 

If It Was You a été enregistré sur l'Île Galiano, sauf "And Darling (This Thing That Breaks My Heart)", qui a été fait chez Tegan.

Une version améliorée de If It Was You est sortie le 3 juin 2003. Cette version inclus un bonus track ("Come On Kids"), deux clips musicaux ("Monday Monday Monday" et "I Hear Noises"), et deux vidéo de tournées ("Born In The Eighties Tour" et "The Never-Ending Tour"). 

Les singles de cet album incluent "Time Running", "I Hear Noises", "Monday Monday Monday". Une vidéo de "Living Room" a été réalisée par Kaare Andrews

## Track listing
| No  | Titre                                         | Durée |
| --- | --------------------------------------------- | ----- |
| 1.  | Time Running                                  | 2:11  |
| 2.  | You Went Away                                 | 2:00  |
| 3.  | Monday Monday Monday                          | 3:18  |
| 4.  | City Girl                                     | 4:02  |
| 5.  | Not Tonight                                   | 2:37  |
| 6.  | Underwater                                    | 2:50  |
| 7.  | I Hear Noises                                 | 3:35  |
| 8.  | Living Room                                   | 2:50  |
| 9.  | Terrible Storm                                | 3:28  |
| 10. | And Darling (This Thing That Breaks My Heart) | 1:42  |
| 11. | Want to Be Bad                                | 3:55  |
| 12. | Don't Confess                                 | 4:32  |

| 13. | Come On Kids | 2:52 |

## Personnes ayant participé à l'album
- Tegan Quin - artiste principal, photographie
- Sara Quin - artiste principal, design de l'album
- Gabe Cipes - Basse
- Rob Chursinoff - Batterie, Percussions
- David Carswell – multi instruments, producteur, mixage, ingénieur
- Michael Ledwidge – orgue, clavier, bottleneck
- Ezra Cipes – banjo
- Sheldon Zaharko – ingénieur
- Pascal Leclair – ingénieur assistant
- Steve Hall – mastering
- John Collins – multi instruments, producteur, mixage, ingénieur
- Melanie – photographie
- Demoe – Design de l'album
- Kaare Andrews – Couverture de l'album et idées originales